# Smithsonian Contributions to Botany
Smithsonian Contributions to Botany (abreviado Smithsonian Contr. Bot.) es una revista ilustrada con descripciones botánicas que es editada por el Instituto Smithsoniano. Se publica desde 1969 hasta ahora. Fue precedida por Contributions from the United States National Herbarium.